# Ilia Zedguinidze

a Compétitions nationales et continentales officielles uniquement.

b Matchs officiels uniquement.
Ilia Zedguinidze (en géorgien : ილია ზედგინიძე et phonétiquement en français : Ilia Zédguinidzé), né le 20 janvier 1977 à Tbilissi (Géorgie), est un joueur géorgien de rugby à XV. Il est capitaine de l'équipe de Géorgie et évolue au poste de deuxième ligne (1,95 m pour 112 kg).

## Carrière

### En club
- Tbilissi  Géorgie
- 1999-2000 : SO Chambéry  (Fédérale 1)  France
- 2000-2001 : AS Béziers (Top 16)  France
- 2001-2003 : RC Toulon (Pro D2)  France
- 2003-2004 : Rugby Rovigo (Super 10)  Italie
- 2004-2005 : RC Orléans (Fédérale 2)  France
- 2005-2006 : Pays d'Aix RC (Pro D2)  France
- 2006-2007 : FC Auch (Pro D2)  France
- 2009-2010 : RCCH (Fédéral 2)  France
- 2010-2015 : RCASA (Promotion Honneur) Joueur et entraîneur France

### En équipe nationale
Il a honoré sa première cape internationale en équipe de Géorgie le 14 novembre 1998 contre l'équipe d'Irlande.

## Palmarès

### En club
- Champion de France de Pro D2 : 2007

### En équipe nationale
- 66 sélections en équipe de Géorgie entre 1998 et 2011
- 13 essais (65 points)
- 34 fois capitaine entre 2002 et 2011
- Sélections par année : 1 en 1998, 6 en 2000, 5 en 2001, 5 en 2002, 9 en 2003, 6 en 2004, 4 en 2005, 9 en 2006, 3 en 2007, 1 en 2008, 6 en 2009, 5 en 2010, 6 en 2011

En coupe du monde : 
- 2003 : 3 sélections (Samoa, Afrique du Sud, Uruguay)
- 2007 : 2 sélections (Argentine, Irlande)
- 2011 : 3 sélections (Angleterre, Roumanie, Argentine)